# 芬特鎮區 (阿肯色州溫泉縣)
芬特鎮區（英語：Fenter Township）是位於美國阿肯色州溫泉縣的一個行政鎮區。

## 地方資料
芬特鎮區的面積為145.60平方千米，當中陸地面積為142.73平方千米，而水域面積為2.87平方千米。根據2010年美國人口普查的數據，當地共有人口13273人，而人口密度為每平方千米91.16人。